# Tagma (Líbia)
Tagma (Tāgmah) ou Taguima (Tagimah) é uma localidade do distrito de Jabal Algarbi, na Líbia. Ela está a 5,2 quilômetros de Alcalá, 5,4 de Jefrém, 7,1 de Cazur e 13,50 de Alal Uádi.

## História
Em 2 de maio de 2017, relatou-se que houve um acidente no lago sazonal de Galtate Alhamara, próximo de Tagma. Segundo autoridades locais, dois jovens recém-casados afogaram-se após a noiva cair dentro do lago ao andar próximo a sua beirada e o noivo pular na água na tentativa de resgatá-la. Ambos acabaram afogados e os locais conseguiram retirar seus corpos da água após horas de busca.